# TGV Atlantique
La flota del TGV Atlantique (TGV-A) fue construida entre 1988 y 1992, consta de 105 composiciones bi-tensión que fueron construidas para la LAV Atlantique que entró en servicio en 1989. Estas composiciones miden 237,59 m de longitud y tienen un ancho de 2,9 m. Su masa es de 484 tm, están compuestas por dos cabezas motrices y diez remolques de pasajeros con una capacidad de 485 plazas sentadas. Fueron construidos para alcanzar una velocidad máxima de 300 km/h y ofrecen una potencia de 8.800 kW bajo una tensión de 25 kV, sucede al TGV Sud-Est.
La unidad 325 con una serie de modificaciones consiguió el 18 de mayo de 1990 el récord de velocidad del mundo en la nueva LAV antes de su inauguración. Entre las modificaciones había varias mejoras aerodinámicas, ejes de mayor diámetro, un sistema de frenado mejorado para habilitar los tests de velocidad sobre los 500 km/h. La composición fue reducida a 2 cabezas motrices y 3 remolques de pasajeros para aumentar la relación de potencia/masa, siendo la masa de esta composición de 250 ton. Los tres remolques, incluido el coche bar en el centro es la composición mínima posible por la forma en la que están articulados. Para alcanzar este récord también se aumentó la tensión en la catenaria, y también la tensión del hilo de la catenaria para que el convoy tuviese una mayor potencia.

## Imágenes

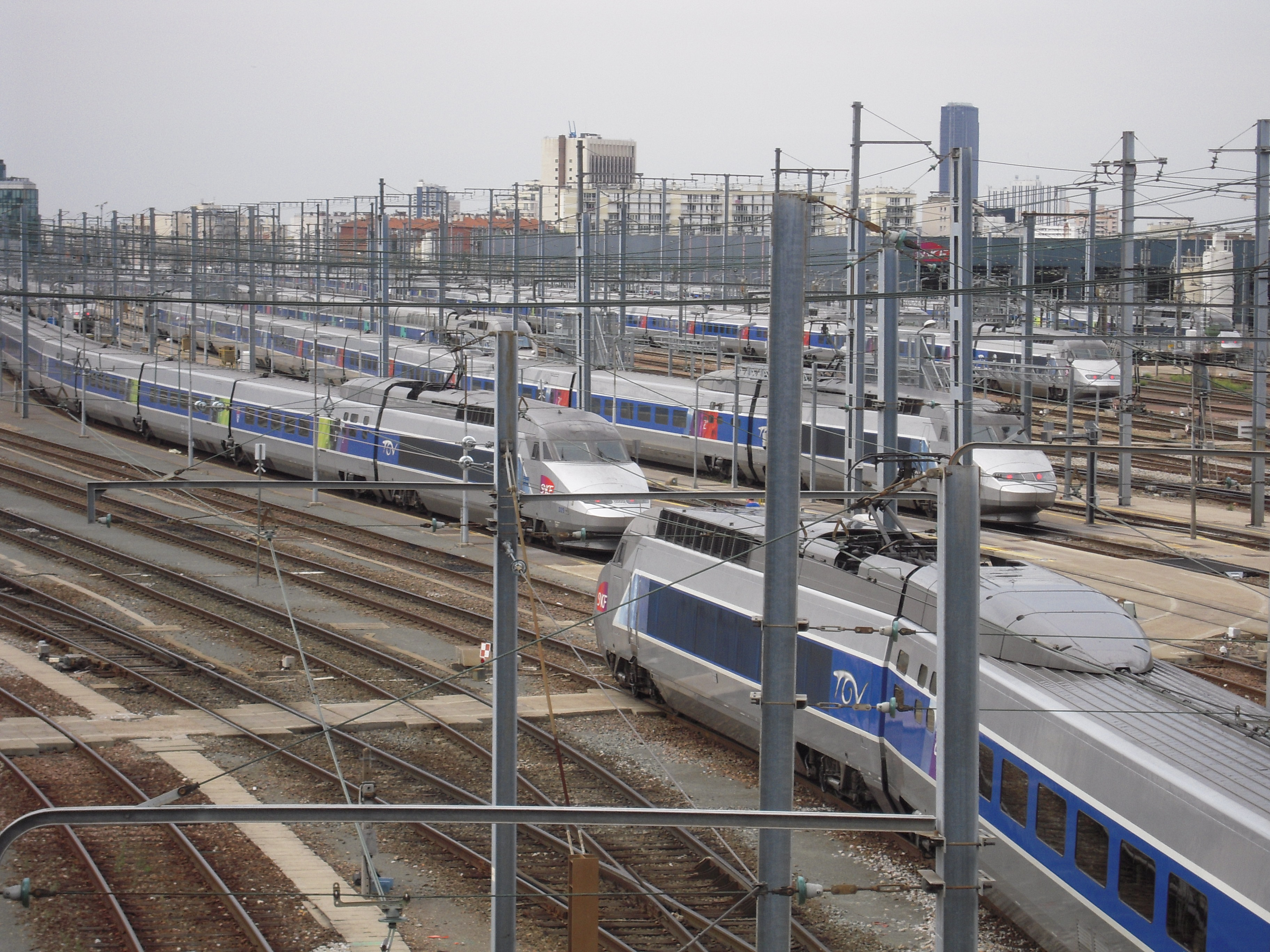
Formaciones en el depósito de Châtillon.
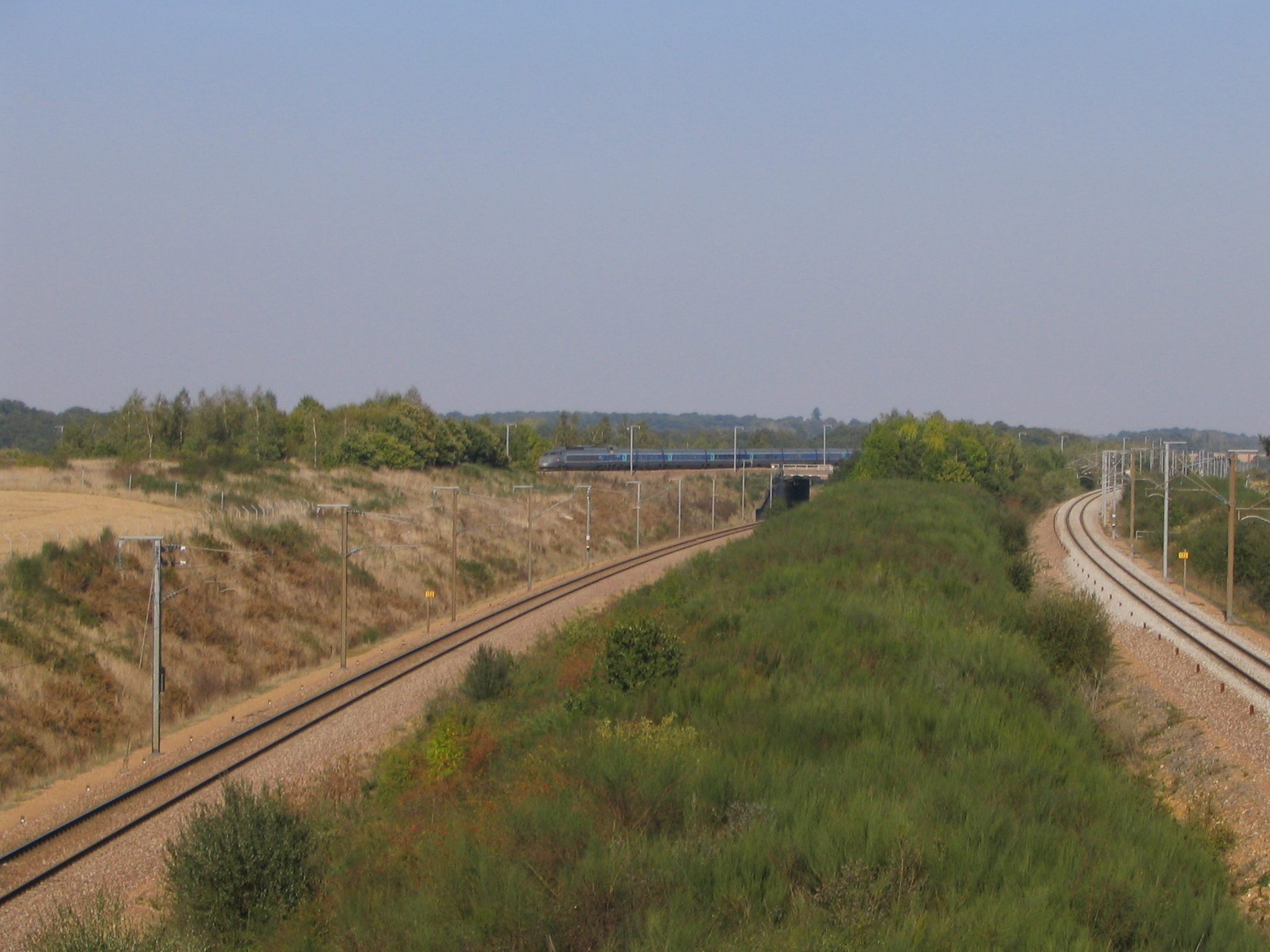
Un TGV en el empalme de Courtalain.
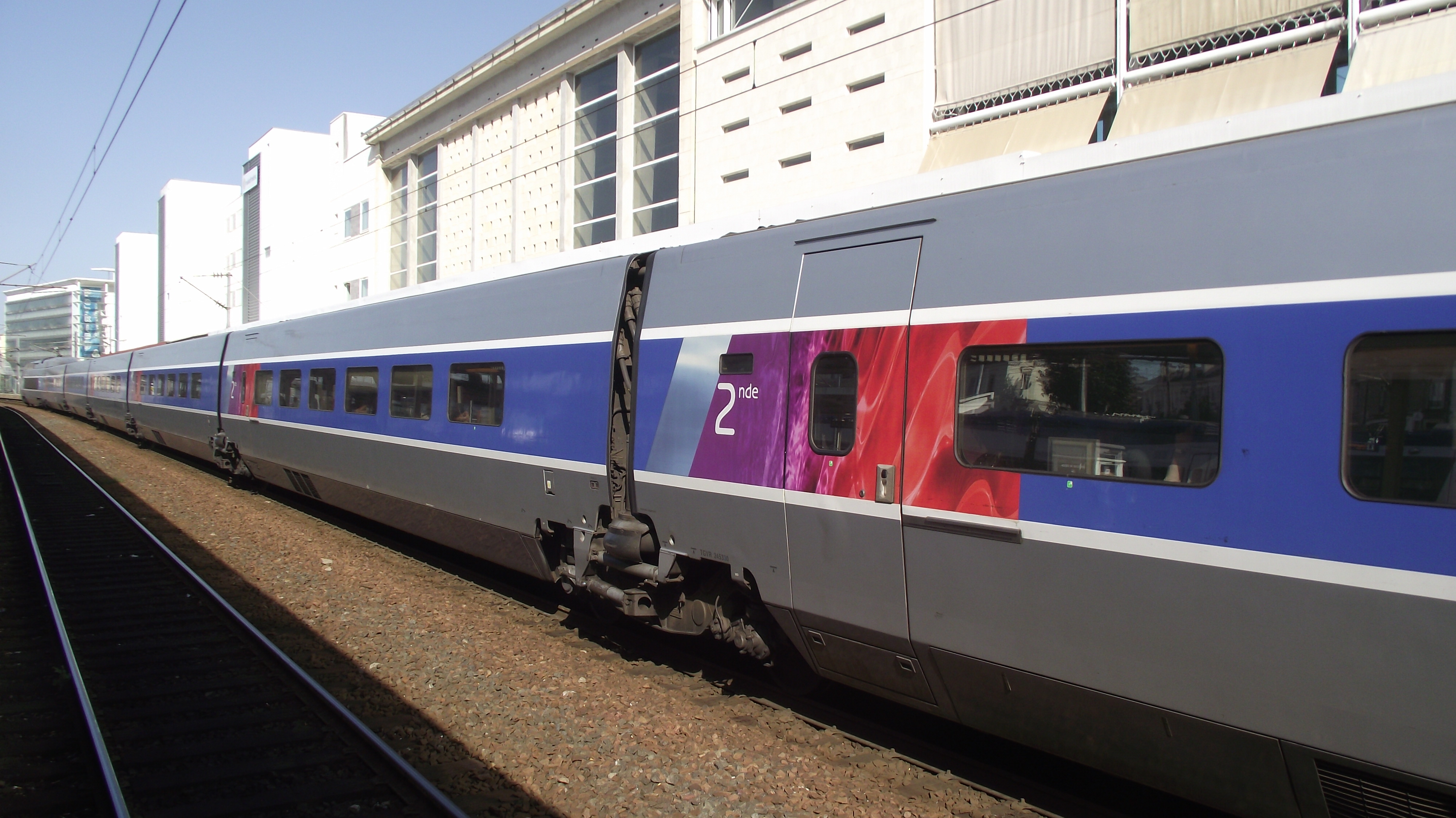
Detalle del bogie compartido entre coches.
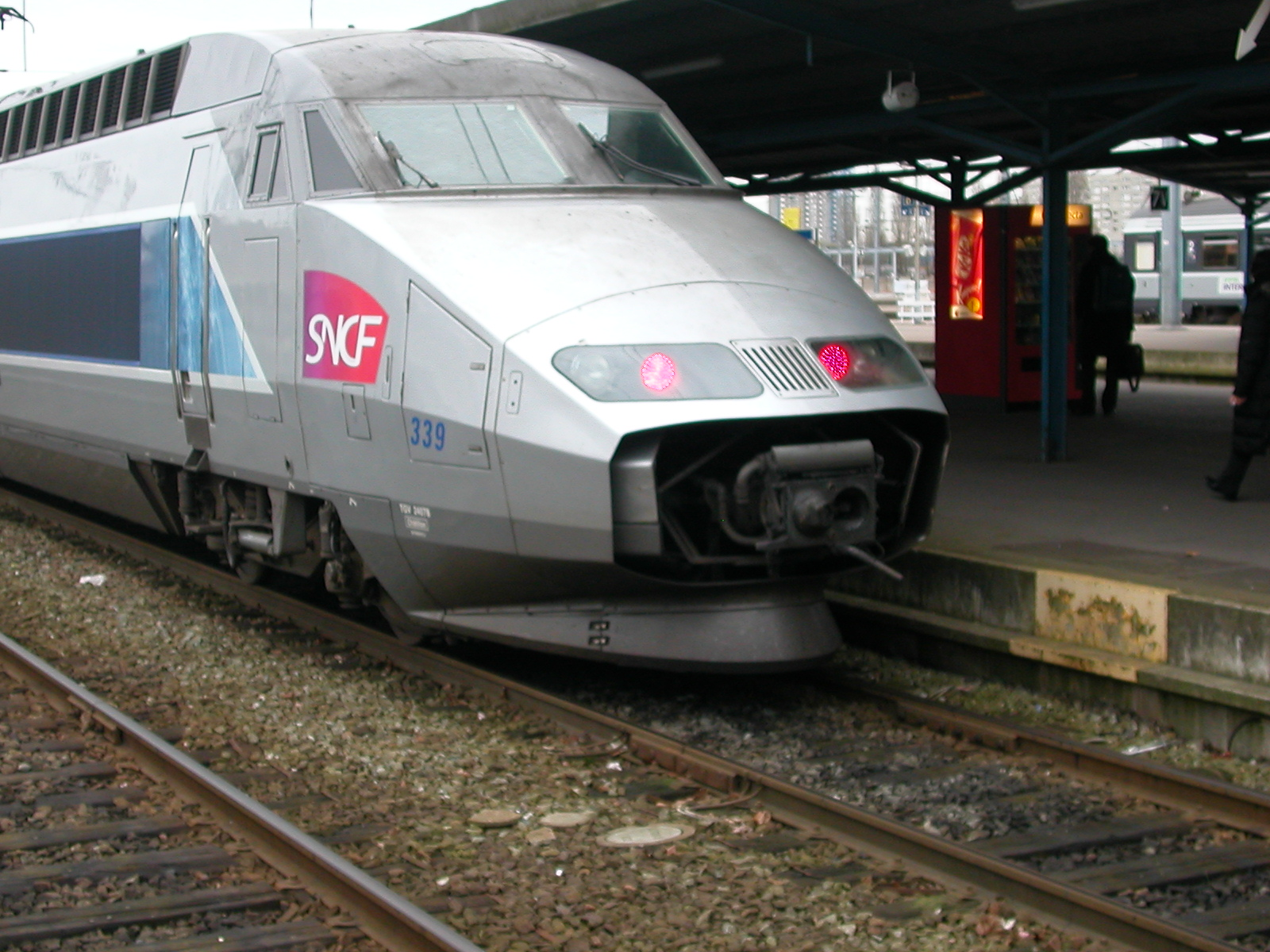
Acoplamiento.